# Дубрава-код-Тисна
Дубрава-код-Тисна (хорв. Dubrava kod Tisna) — населений пункт у Хорватії, у Шибеницько-Книнській жупанії у складі громади Тисно.

## Населення
Населення за даними перепису 2011 року становило 179 осіб.
Динаміка чисельності населення поселення:

## Клімат
Середня річна температура становить 14,99 °C, середня максимальна – 27,92 °C, а середня мінімальна – 2,43 °C. Середня річна кількість опадів – 744 мм.
| Клімат поселення                              | Клімат поселення | Клімат поселення | Клімат поселення | Клімат поселення | Клімат поселення | Клімат поселення | Клімат поселення | Клімат поселення | Клімат поселення | Клімат поселення | Клімат поселення | Клімат поселення | Клімат поселення |
| Показник                                      | Січ.             | Лют.             | Бер.             | Квіт.            | Трав.            | Черв.            | Лип.             | Серп.            | Вер.             | Жовт.            | Лист.            | Груд.            |                  |
| Середній максимум, °C                         | 10,95            | 11,54            | 13,78            | 17,06            | 22,00            | 25,75            | 27,92            | 27,47            | 23,62            | 19,80            | 14,34            | 11,18            |                  |
| Середня температура, °C                       | 6,69             | 7,28             | 9,52             | 12,80            | 17,73            | 21,48            | 24,59            | 24,13            | 20,30            | 16,48            | 11,02            | 7,86             |                  |
| Середній мінімум, °C                          | 2,43             | 3,02             | 5,26             | 8,55             | 13,48            | 17,22            | 21,26            | 20,82            | 16,97            | 13,15            | 7,70             | 4,54             |                  |
| Норма опадів, мм                              | 67               | 58               | 62               | 64               | 52               | 49               | 27               | 42               | 76               | 80               | 90               | 77               |                  |
| Середньомісячна швидкість вітру, м/с          | 2.85             | 2.97             | 3.13             | 2.99             | 2.60             | 2.40             | 2.42             | 2.29             | 2.52             | 2.62             | 3.19             | 3.10             |                  |
| Середньомісячна сонячна радіація, кДж/м²·день | 5268             | 8014             | 11781            | 16652            | 20673            | 23340            | 24764            | 21676            | 15998            | 10352            | 5727             | 4504             |                  |
| --------------------------------------------- | ---------------- | ---------------- | ---------------- | ---------------- | ---------------- | ---------------- | ---------------- | ---------------- | ---------------- | ---------------- | ---------------- | ---------------- | ---------------- |
| Джерело:                                      |                  |                  |                  |                  |                  |                  |                  |                  |                  |                  |                  |                  |                  |